# Santa Maria de Segueró
Santa Maria de Segueró és un monument del municipi de Beuda (Garrotxa) protegit com a bé cultural d'interès local.

## Descripció
Església parroquial del poble de Segueró, situat als peus dels vessants sud-orientals de la Serra de la Mare de déu del Mont, a la capçalera del torrent de Segueró, agregat al municipi de Beuda. És una construcció romànica del segle xi, d'una sola nau i absis semicirculars. La porta d'entrada, a ponent, té arcs en gradació i el forrellat original que té forma de cap de dragó; a sobre hi ha un ull de bou i una barbacana. La façana està coronada per un campanar de torre amb teulat a dues aigües bastit sobre l'antiga espadanya de dos ulls. Exteriorment, l'absis està decorat amb unes arcuacions llombardes dintre les quals s'obren petites espitlleres i un fris dentat.
Al segle xv l'edifici fou modificat amb l'aixecament d'una planta que seguia el perímetre de l'església.
Al cor del temple es conserva l'orgue de pedals que està molt malmès. Va ser fet de fusta policromada, tubs d'estany i el teclat original encara és visible. Aquesta obra va ser feta durant les reformes que es van portar a terme al llarg del segle xviii.
La pica baptismal de l'església correspon al segle xviii, moment en què es realitzaren reformes i decoracions al temple. Està ornada amb grans fullatges estilitzats i amida 80 cm d'alçada i 85 cm de diàmetre.
Situada darrere l'altar major de l'església es troba la imatge de la Verge Maria amb el seu infantó, feta d'alabastre de les pedreres properes i policromada amb colors forts: vermells, blaus i grocs. La Verge duu corona i està abillada amb una túnica i vestit vermell cenyit per un cordó; porta el seu fill al braç esquerre, vestit de groc, que beneeix amb la mà dreta i amb l'esquerra guarda un llibre. Aquesta imatge seient de Santa Maria va ser realitzada en el decurs del segle xiv.
A terra es pot veure el sepulcre dels Noguer de Segueró, decorat amb fullatges, una calavera, l'escut de la família i la inscripció:
D. O. M.
PREDICVAD D DOMS NOGUER
ET CASES I AMDIU?	ORIS
POSITAE INTUMULIS HIC
TRANSLATAE FUERE
IDIBUS NOVEMBRIS
ANNO DEI DN MDCXVII
Escut (2 roures i 2 cases)
HIC FELICIANO NOGUE ET ANNA
CASES QUI DICTAS FAMILI
MATRIMONIO CONIVXERUN
COM MAIORIM POSTERITAES
NE SUIS
RESVRRECTIONE EXDECTA	 Bunt
_________. _____________
IOSEPH NOGUER V I D PRIOR DE
PANISSAS AC CANO NIC?	ECLIAE
DE VILABERTRAN ET PETRU
NOGUER ET CASES DOMICEL
ESTISSIMI POSWERNUT
Al costat dret de la nau hi ha el Monument de Setmana Santa, realitzat el 1747.

## Història
Es troba citada l'església de Santa Maria de Segueró en un document de l'any 1001, "…parrochie sancte Marie quae est in villa Sagarone…", i fou cedida l'any 1017, pel comte Bernat Tallaferro, a la tot just creada Seu de Besalú. A finals del segle xvii, el lloc consta inclòs dins els territoris de jurisdicció reial.
Procedents d'aquesta església, es guarden al Museu Diocesà de Girona les taules del segle xvi, realitzades pel mestre renaixentista Pere Mates que representen passatges de l'antic i Nou Testament.